# 王贤关帝庙
王贤关帝庙是一处古建筑，位于山西省晋中市祁县古县镇王贤村，建于清。
2021年8月4日，王贤关帝庙公布为第六批山西省文物保护单位。